# Krampmacken
Le Krampmacken est le nom donné à une réplique suédoise l'une des épaves de bateau viking trouvée dans le lac Tingstäde sur l'île de Gotland (en mer Baltique) et appelée Bateau de Bulverket . Le Bulverket est le nom du site archéologique où a été retrouvé les restes d'une grande fortification en bois datant des années 1100 et des épaves de bateaux vikings.

## Histoire
Le Krampmacken est une reconstruction d'un navire viking, construit en 1979-1980 sur la base du bateau de Bulverket.  Les navires vikings du type du Krampmacken étaient destinés à naviguer sur la mer Baltique et sur les rivières, et à être transporté sur la terre, par portage.
L'un des initiateurs du projet était Erik Nylén (sv), archéologue et directeur du Conseil national suédois du patrimoine. Il a baptisé cette réplique du nom de la crevette Palaemon adspersus (Krampmack en gotlandais).

La conception de la voile a été entièrement basée sur le modèle des Pierres historiées de Gotland. Il a été le premier bateau viking à porter une voile d'après ces pierres uniques de Gotland qui sont  les seules images de l'âge des Vikings montrant les voiles et le gréement dans les moindres détails. 

Krampmacken a aussi été utilisé comme modèle pour d'autres reconstitutions de bateaux vikings tels que Nöiriven (1990), Aifur (1992), Thor Viking (1994) et Langsvaige (1997). Certains ont effectué des expéditions sur les rivières de l'Europe de l'Est.

### Expéditions
En 1983 et 1985, le Krampmacken a navigué de l' île de Gotland, via les rivières de la Vistule du Danube jusqu'à la mer Noire pour rejoindre Istanbul qui était aussi appelé Miklagård par les vikings suédois. 

En 1983, il a effectué un voyage de 34 jours sur 581 km. En 1985, il a effectué 2726 km en 131 jours alternant navigation à la voile et rames et portage.

Lors d'une expédition de 1995 il a rejoint, sans escale, Saaremaa en Estonie en 42 heures en partant du Gotland. 

En 1997, il a participé à Vikings '97  sur la Tamar pour célébrer le 1000e anniversaire du raid viking sur les villes de Lydford et Tavistock dans le Comté de Devon

Dans le cadre du 1.000e anniversaire de Leif Erikson sur la pointe nord de Terre-Neuve, le Krampmacken a pris part au rassemblement de répliques de bateaux vikings à l'Anse aux Meadows au Canada. Une dizaine de bateaux vikings transportés à cette occasion arrive le 28 juillet à cette destination avec le Íslendingur en tête suivi du Thor Viking, du Aifur...